# Вронский, Яков Никифорович
Яков Никифорович Вронский (2 ноября 1895 года, дер. Оленье, Песковатская волость, Царицынский уезд, Саратовская губерния — 17 декабря 1964 года, неизвестно) — советский военный деятель, гвардии генерал-майор (19 апреля 1945 года).

## Начальная биография
Яков Никифорович Вронский родился 2 ноября 1895 года в деревне Оленье ныне Дубовского района Волгоградской области.

## Военная служба

### Первая мировая и гражданская войны
В мае 1915 года призван в ряды Русской императорской армии и направлен в Северский 18-й драгунский полк, а с ноября того же года проходил подготовку в учебной команде Кавказского кавалерийского полка, после окончания которой в мае 1916 года назначен младшим офицером в составе Северского 18-го драгунского полка, в составе которого служил командиром отделения и помощником командира взвода и принимал участие в боевых действиях на Кавказском и Западном фронтах. С марта 1917 года избирался членом эскадронного, полкового и дивизионного комитетов солдатских депутатов. В марте 1918 года демобилизован из рядов армии.
В апреле-мае 1918 года во время восстания донских казаков под руководством А. П. Богаевского Я. Н. Вронский участвовал в формировании отряда особого назначения, который 1 июня был включён в состав РККА и затем вёл боевые действия против войск под командованием П. Н. Краснова и А. И. Деникина в районе г. Дубовка, на реке Иловля и у Царицына. В феврале 1919 года отряд был влит в состав 37-й кавалерийской дивизии (Южный фронт), а Я. Н. Вронский назначен на должность командира взвода 7-го кавалерийского полка, а в сентябре — на должность помощника командира эскадрона в составе 28-го кавалерийского полка (28-я стрелковая дивизия).
В апреле 1920 года заболел тифом, после чего направлен в госпиталь, из которого бежал и прибыл в штаб 12-й кавалерийской дивизии во Владикавказе, где назначен на должность командира эскадрона в составе 67-го кавалерийского полка. В июле того же года направлен на учёбу на Борисоглебские кавалерийские курсы комсостава, курсантом которых принимал участие в подавлении Тамбовского восстания под руководством А. С. Антонова. В октябре 1921 года курсы были преобразованы во 2-ю Борисоглебско-Петроградскую кавалерийскую школу, а Я. Н. Вронский назначен старшиной эскадрона курсантов.

### Межвоенное время
В сентябре 1922 года окончил 2-ю Борисоглебско-Петроградскую кавалерийскую школу, после чего назначен на должность командира конного взвода дивизионной школы младшего комсостава 25-й Чапаевской стрелковой дивизии, а в мае 1923 года переведён в 75-й стрелковый полк в составе той же дивизии, где служил на должностях командира конного взвода, и начальника конной разведки, а с октября 1924 года — на должности командира отдельного кавалерийского эскадрона.
С мая 1926 года служил в составе 9-й кавалерийской дивизии на должностях командира эскадрона в 52-м и 51-м кавалерийских полках, а затем — на должности помощника начальника штаба 49-го кавалерийского полка. В октябре 1931 года Я. Н. Вронский направлен на учёбу на разведывательные курсы усовершенствования командного состава РККА в Москве, после окончания которых в апреле 1932 года назначен на должность начальника 1-го отделения штаба 9-й кавалерийской дивизии.
С января 1934 года служил во 2-й кавалерийской дивизии на должностях начальника штаба и командира 7-го кавалерийского полка, дислоцированного в Староконстантинове.
В июле 1936 года назначен на должность члена Красноярской ремонтной комиссии Сибирского военного округа в Ачинске, в октябре того же года — на должность командира 74-го кавалерийского полка (15-я кавалерийская дивизия, Забайкальский военный округ), а в январе 1940 года — на должность командира 71-го запасного кавалерийского полка (Орловский военный округ), который в марте 1941 года преобразован в 220-ю мотострелковую дивизию, где полковник Я. Н. Вронский был назначен заместителем командира по строевой части.

### Великая Отечественная война
С началом войны 220-я мотострелковая дивизия в составе 23-го механизированного корпуса с июля 1941 года вела боевые действия в районе Витебска, в ходе которых 9 июля передовой отряд под командованием полковника Я. Н. Вронского вошёл в восточную окраину города. Был ранен, но остался в строю, после чего вывел отряд из окружения.
В августе назначен на должность начальника отдела укомплектования штаба 49-й армии (Резервный фронт), а 19 октября — на должность командира 126-й стрелковой дивизии, которая вскоре принимала участие в боевых действиях в ходе битвы за Москву. В середине декабря личный состав 126-й стрелковой дивизии передан 133-й стрелковой дивизии, а полковник Я. Н. Вронский переведён на должность командира 19-й стрелковой бригады (49-я армия), однако уже 27 декабря был тяжело ранен, после чего лечился в госпитале.
После излечения в конце августа 1942 года направлен в распоряжение Военного совета Донского фронта и 24 октября назначен на должность командира 62-й стрелковой дивизии, ведшей боевые действия в районе Котлубани. Во время Сталинградской битвы дивизия понесла значительные потери, 2 ноября расформирована, после чего полковник Я. Н. Вронский находился в распоряжении Военных советов 24-й и 65-й армий.
24 января 1943 года назначен на должность командира 233-й стрелковой дивизии, которая в апреле была передислоцирована в район Курска и в составе 53-й армии принимала участие в боевых действиях в ходе Курской битвы. 24 июля на подступах к Белгороду 233-я стрелковая дивизия не смогла выполнить задачу по овладению рубежом, в результате чего полковник Я. Н. Вронский был снят с занимаемой должности и в августе назначен заместителем командира 93-й гвардейской стрелковой дивизии, которая принимала в освобождении Левобережной Украины, в боевых действиях на криворожском направлении и затем в Кировоградской, Уманско-Ботошанской, Ясско-Кишинёвской, Дебреценской и Будапештской наступательных операциях. В период с 30 января по 24 апреля 1944 года исполнял должность командира этой же дивизии.
25 января 1945 года назначен на должность заместителя командира 35-го гвардейского стрелкового корпуса, а 8 апреля — на должность командира 320-й стрелковой дивизии, которая принимала участие в ходе Венской наступательной операции.

### Послевоенная карьера
После окончания войны находился на прежней должности в составе Прикарпатского военного округа.
В декабре 1945 года назначен на должность командира 206-й стрелковой дивизии, а в апреле 1946 года — в Уральском военном округе на должность командира 23-й отдельной стрелковой бригады.
Генерал-майор Яков Никифорович Вронский в 24 апреля 1947 года вышел в запас. Умер 17 декабря 1964 года.

## Воинские звания
- Полковник (16 июля 1940 года);
- Генерал-майор (19 апреля 1945 года).

## Награды
- Орден Ленина (21.02.1945);
- Два ордена Красного Знамени (31.08.1941, 03.11.1944);
- Орден Кутузова 2 степени (28.04.1945);
- Орден Отечественной войны 1 степени (19.04.1944);
- Медали.